# Amor (pel·lícula)
Amor (títol original en francès, Amour) és una drama de 2012 dirigit pel cineasta austríac Michael Haneke.
La pel·lícula tracta sobre un matrimoni de músics jubilats (interpretats per Jean-Louis Trintignant i Emmanuelle Riva) que habita a París. L'amor de la parella és qüestionat de sobte quan la muller queda paral·lítica i en un fràgil estat de salut després d'haver patit un atac de cor.
Va ser presentada el 20 de maig de 2012 a la 65a edició del Festival Internacional de Cinema de Canes i va guanyar la Palma d'Or. Altres premis destacats van ser l'oscar a la millor pel·lícula de parla no anglesa, el Globus d'Or a la millor pel·lícula estrangera, dos premis BAFTA (a la millor actriu i a la millor pel·lícula estrangera) i cinc Premis César.
Aquesta pel·lícula ha estat doblada al català.

## Argument
Georges i Anne són octogenaris. Professors de música jubilats, són persones educades que gaudeixen escoltant música clàssica. La seva filla Eva, també música, viu a l'estranger amb la seva família. Un dia, Anne pateix un cop. Quan surt de l'hospital i torna a casa, queda hemiplègica. A l'habitació del seu apartament de París, l'amor que uneix a aquesta parella d'avis serà desafiat pel deteriorament de l'estat de salut d'Anne perquè George ha promès no tornar mai a l'hospital.

## Repartiment
- Jean-Louis Trintignant: Georges Laurent
- Emmanuelle Riva: Anne Laurent
- Isabelle Huppert: Eva Laurent
- Alexandre Tharaud: Alexandre
- William Shimell: Geoff
- Ramón Agirre: Marit de Concierge
- Rita Blanco: Concierge
- Carole Franck: Infermera
- Dinara Droukarova: Infermera
- Laurent Capelluto: Policia
- Jean-Michel Monroc: Policia
- Suzanne Schmidt: Veïna
- Walid Afkir: Paramèdica
- Damien Jouillerot: Paramèdica

## Premis i nominacions

### Premis
- 2012. Palma d'Or
- 2013. Oscar a la millor pel·lícula de parla no anglesa
- 2013. Globus d'Or a la millor pel·lícula de parla no anglesa
- 2013. BAFTA a la millor pel·lícula de parla no anglesa
- 2013. César a la millor pel·lícula
- 2013. César al millor director per Michael Haneke
- 2013. César al millor actor per Jean-Louis Trintignant
- 2013. César a la millor actriu per Emmanuelle Riva
- 2013. César al millor guió original per Michael Haneke

### Nominacions
- 2013. Oscar a la millor pel·lícula
- 2013. Oscar al millor director per Michael Haneke
- 2013. Oscar a la millor actriu per Emmanuelle Riva
- 2013. Oscar al millor guió original per Michael Haneke
- 2013. BAFTA al millor director per Michael Haneke
- 2013. BAFTA a la millor actriu per Emmanuelle Riva
- 2013. BAFTA al millor guió original per Michael Haneke
- 2013. César a la millor actriu secundària per Isabelle Huppert
- 2013. César a la millor fotografia per Darius Khondji
- 2013. César al millor muntatge per Monika Willi
- 2013. César al millor disseny de producció per Jean-Vincent Puzos
- 2013. César al millor so per Guillaume Sciama, Nadine Muse i Jean-Pierre Laforce